# Volucella liquida
Volucella liquida là một loài ruồi trong họ Ruồi giả ong (Syrphidae). Loài này được Erichson in Wagner mô tả khoa học đầu tiên năm 1841. Volucella liquida phân bố ở vùng Cổ Bắc giới